# Campegine
Campegine là một đô thị ở tỉnh Reggio Emilia trong vùng Emilia-Romagna, có vị trí cách khoảng 70 km về phía tây bắc của Bologna và khoảng 12 km về phía tây bắc của Reggio Emilia. Tại thời điểm 31 tháng 12 năm 2004, đô thị này có dân số 4.694 và diện tích 22,2 km².
Đô thị Campegine có các frazioni (các đơn vị cấp dưới, chủ yếu là các làng) Caprara, Case Cocconi, Case Lago, Casinetto-Tagliavino, La Razza, Lago, and Lora.
Campegine giáp các đô thị: Cadelbosco di Sopra, Castelnovo di Sotto, Gattatico, Reggio Emilia, Sant'Ilario d'Enza.